# Ana Dabović
 Ana Dabović (n. 18 august 1989, Cetinje, Republica Socialistă Muntenegru, RSF Iugoslavia) este o baschebalistă din Serbia.